# Aqueduc de Fontvieille

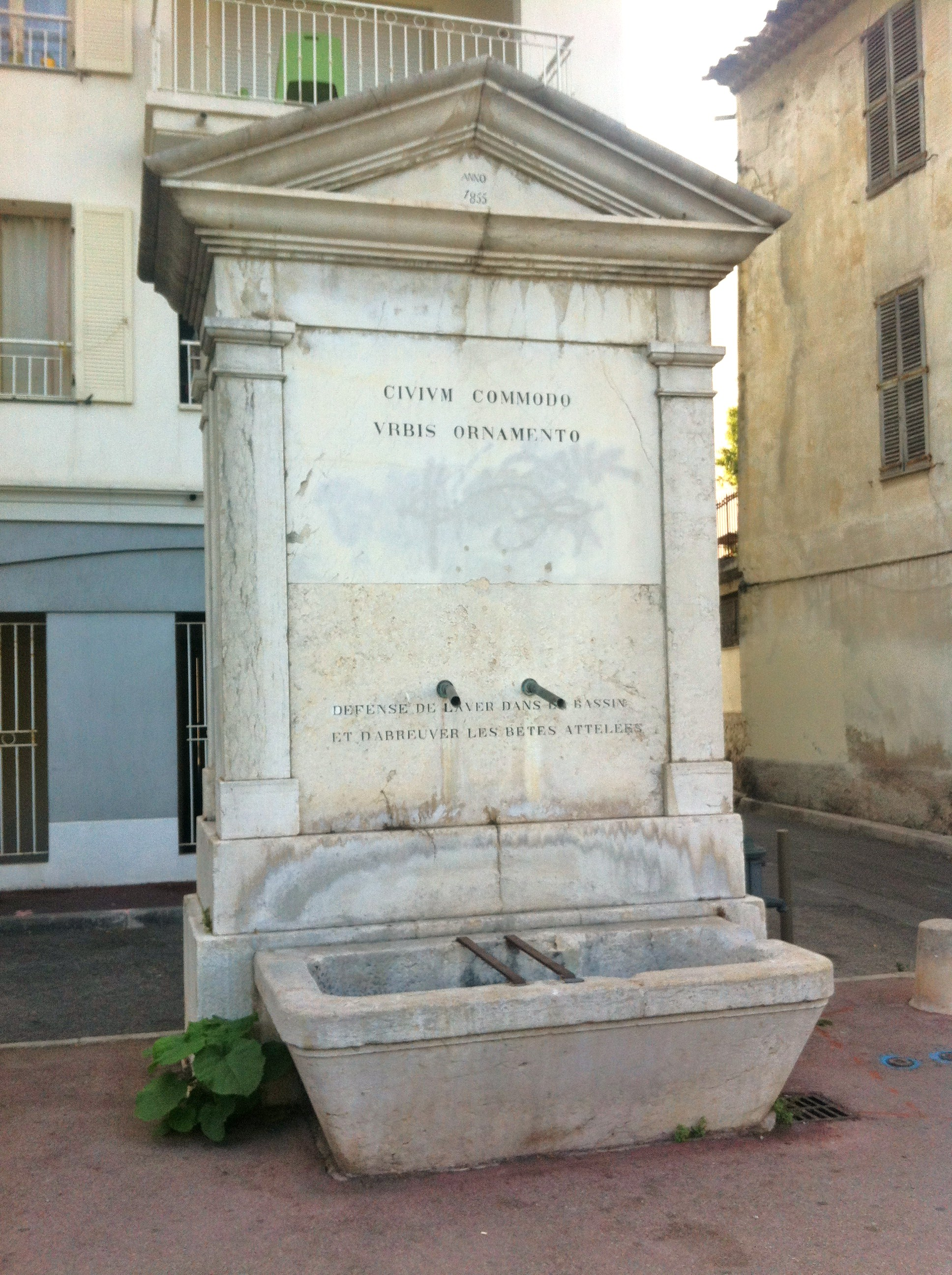
Source de la rue Vauban

L'aqueduc de Fontvieille est une œuvre d'architecture dans les Alpes-Maritimes qui amenait l'eau à la ville antique d'Antipolis, aujourd'hui Antibes.

## Histoire

### Les aqueducs romains
Le terroir de la commune d'Antibes est aride, vu que peu de rivières y coulent : seule la Brague (sur la limite avec Biot), quelques rares ruisseaux et sources.

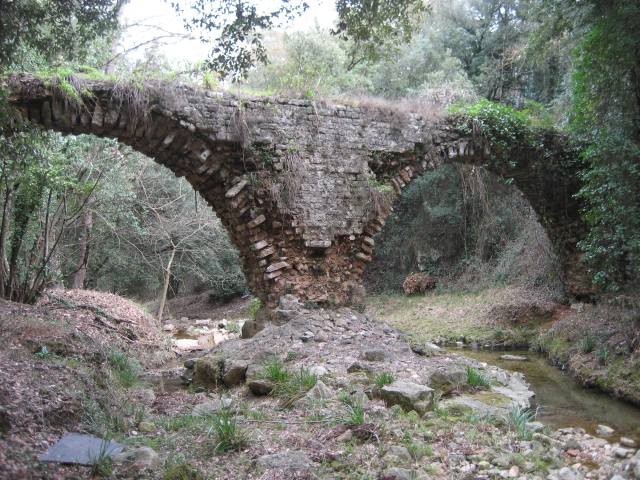
Restes de l'acqueduc de Clausonne

Les romains de l'époque flavienne vont construire deux aqueducs pour acheminer l'eau : celui de Fontvieille,  d'une longueur de 6 km va capter les eaux de source de la Louve et de la Lavencq près de Biot ; celui  de  la Bouillide (ou de Clausonne) d'une longueur de 16km va chercher l'eau à 125m de hauteur dans les collines. Les deux aqueducs devaient permettre d'amener 14 000 m³ par jour sur Antibes, qui comptait  probablement plusieurs thermes, dont un a été découvert sous la rue Aubernon.

Dès le Ve siècle toutefois, les invasions barbares vont détruire entièrement Antipolis et ses approvisionnements en eau.

### d'Aguillon

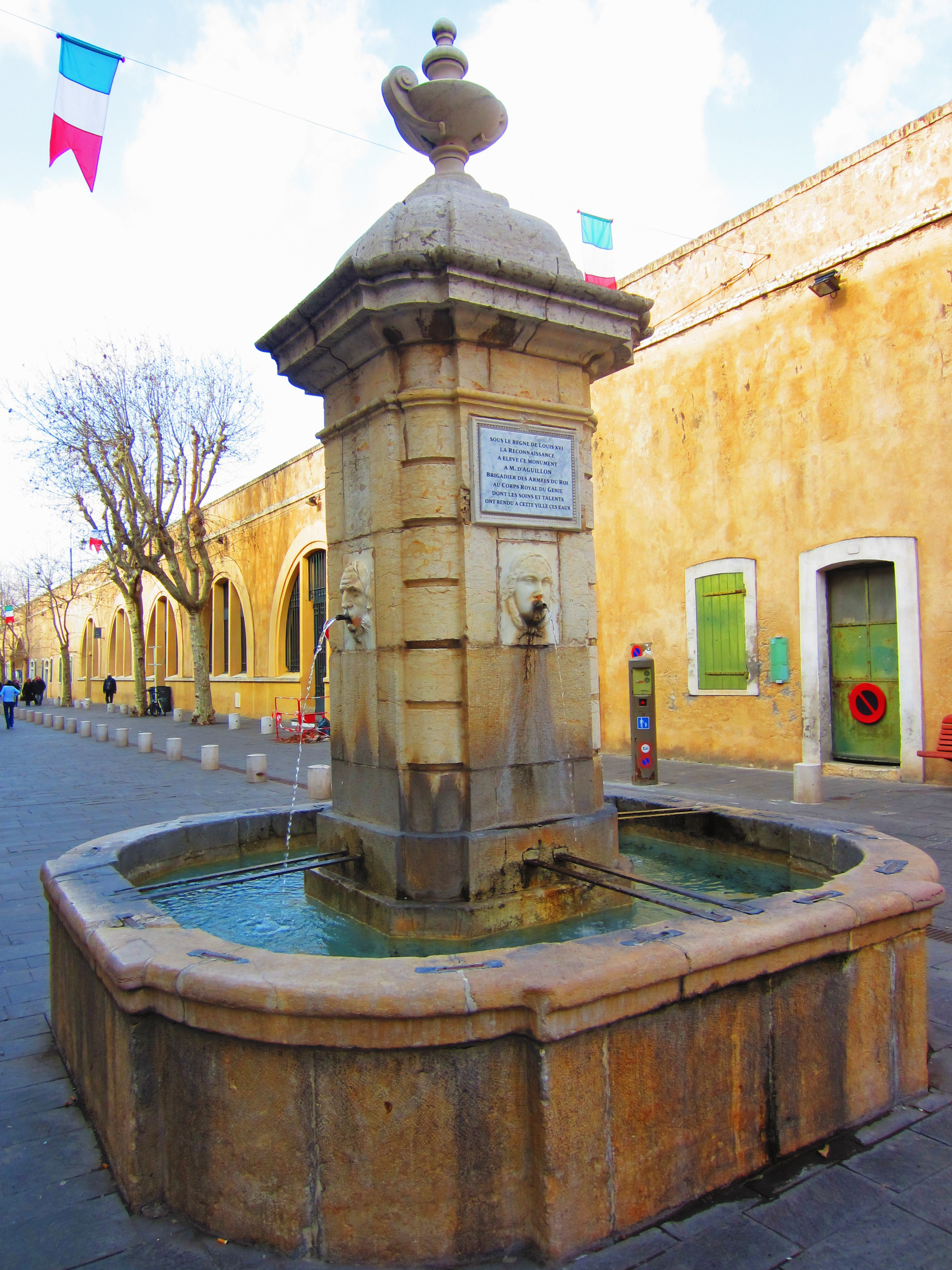
Fontaine du boulevard d'Aguillon, Antibes

Une source située en bas de la rue Vauban alimentait jusqu'à la fin du XVIIIe siècle la ville d'Antibes mais elle est insuffisante.

Louis Aguillon (1725-1812), brigadier du génie militaire en poste à Antibes va proposer de remettre en place l'aqueduc de Fontvieille ce qui sera fait en juillet 1785. Il alimente un moulin et plusieurs fontaines et lavoirs de la ville.

### La Compagnie générale des Eaux
La distribution de l'eau est concédée en 1880 à la Cie Générale des Eaux, qui assure l'alimentation des particuliers. En  1890, une  conduite de 15 km amène l'eau de Vence. Entre les deux guerres, on prélève dans la nappe phréatique de la Brague et aux sources de la Louve. Après la deuxième guerre, on capte sur les sources de la Sambucque, ensuite le Lauron et le Loubet. En  1964, une  conduite amène l'eau du Var. Après 1990, les captages de Saint-Laurent-du-Var et du Loubet finissent par assurer l'approvisionnement.

## Sources
- L'approvisionnement en eau d'Antibes du XVIe siècle à nos jours